# Ammoni (ambaixador ptolemaic)
Ammoni (en grec antic: Ἀμμώνιος, llatí: Ammonius) fou l'ambaixador que el rei Ptolemeu XII Auletes va enviar a Roma el 56 aC per demanar ajut per sotmetre els alexandrins que s'havien revoltat contra el rei, segons que diu Ciceró.
Probablement és el mateix Ammoni que també Ciceró esmenta el 44 aC com un dels agents de Cleòpatra VII.